# Nar Nar Goon
Nar Nar Goon – miasto w Australii, w stanie Wiktoria.